# Біоархеологія
Біоархеологія (остеоархеологія, остеологія або палеоостеологія) в Європі описує вивчення біологічних залишків з археологічних місць. У Сполучених Штатах це наукове дослідження людських останків з археологічних місць.
Термін був введений британським археологом Гремом Кларком, який у 1972 році визначив його як дослідження кісток тварин і людей з археологічних місць. Джейн Буйкстра придумала поточне визначення в США в 1977 році. Людські останки можуть інформувати про здоров'я, спосіб життя, дієту, смертність і статуру минулого. Хоча Кларк використовував його для опису лише людських останків і останків тварин, все частіше археологи включають ботанічні останки.
Біоархеологія значною мірою народилася з практики процесуальної археології, яка розвинулась у Сполучених Штатах у 1970-х роках як реакція на переважно культурно-історичний підхід до розуміння минулого. Прихильники нової археології виступають за перевірку гіпотез про взаємодію між культурою та біологією або біокультурний підхід. Деякі археологи виступають за більш цілісний підхід, який включає критичну теорію.

## Палеодемографія
Палеодемографія вивчає демографічні характеристики минулого населення. Біоархеологи використовують палеодемографію для створення таблиць життя, типу когортного аналізу, щоб зрозуміти демографічні характеристики (наприклад, ризик смерті або співвідношення статей) певної вікової когорти в популяції. Часто доводиться оцінювати вік і стать особин за конкретними морфологічними ознаками скелета.

### Вік
Оцінка віку намагається визначити скелетний/біологічний вік смерті. Основне припущення полягає в тому, що вік скелета людини тісно пов'язаний з її хронологічним віком. Оцінка віку може базуватися на закономірностях росту та розвитку або дегенеративних змінах скелета. Було розроблено різноманітні методи скелетної серії для оцінки цих типів змін. Наприклад, у дітей вік зазвичай визначають шляхом оцінки розвитку зубів, окостеніння та зрощення певних елементів скелета або довжини довгої кістки. Для дітей різні зуби, що прорізуються з ясен послідовно, є найнадійнішим для визначення віку дитини. Однак повністю розвинені зуби менш показові. У дорослих для оцінки скелетного віку зазвичай використовуються дегенеративні зміни лобкового симфізу, вушної поверхні клубової кістки, стернального кінця 4-го ребра та стирання зубів.
Кістки людини продовжують рости приблизно до 30 років. Різні кістки зростаються в різних точках росту. Цей розвиток може відрізнятися в різних індивідів. Зношення кісток ще більше ускладнює визначення віку. Часто оцінки обмежуються «молодими» (20–35 років), «середніми» (35–50 років) або «старими» (50+ років).

### Стать
Відмінності в анатомії чоловічого та жіночого скелетів використовуються біоархеологами для визначення біологічної статі людських скелетів. Люди є статевими диморфами, хоча можливе збігання форми тіла та статевих ознак. Не всім скелетам можна визначити стать, а деякі з них можуть бути помилково ідентифіковані. Біологічні чоловіки і біологічні жінки найбільше відрізняються за черепом і тазом; біоархеологи зосереджуються на цих частинах тіла, хоча можуть використовуватися й інші частини тіла. Жіночий таз, як правило, ширший за чоловічий, а кут між двома нижніми лобковими кістками (сублобковий кут) ширший і більш U-подібний, тоді як сублобковий кут чоловіка більш V-подібний і менший за 90 градусів.
Загалом, чоловічий скелет міцніший за жіночий через більшу м'язову масу. Чоловічий скелет зазвичай має більш виражені надбрівні дуги, потиличні гребені та соскоподібні відростки. На розмір і міцність скелета впливають харчування та рівень активності. Тазові та черепні особливості вважаються більш надійними індикаторами біологічної статі. Статева приналежність скелетів молодих людей, які не завершили статеве дозрівання, є більш складною і проблематичною, оскільки організм ще не повністю розвинувся.
Біоархеологічне визначення статі скелетів не є надійним. Помилки запису та перегрупування людських останків можуть зіграти роль у такій помилковій ідентифікації.
Пряме тестування біоархеологічних методів для визначення статі скелетів шляхом порівняння гендерних імен на надгробних табличках зі склепу в Крайст-Черч, Спіталфілдс, Лондон, з відповідними останками досягло 98 % рівня успіху.
Гендерні моделі роботи можуть залишати сліди на кістках і бути ідентифікованими в археологічних записах. Одне дослідження виявило серед жіночих скелетів в Абу-Гурейрі надзвичайно артритні великі пальці ніг, згортання останніх спинних хребців і м'язисті руки й ноги, інтерпретуючи це як ознаку гендерних моделей роботи. Такі зміни скелета могли бути наслідком того, що жінки тривалий час стояли на колінах під час помелу зерна, пальці ніг були закручені вперед. Дослідження статі похоронних останків викликає все більший інтерес для археологів.

### Індикатори стоматологічного неспецифічного стресу

#### Гіпоплазія емалі
Гіпоплазія емалі — це поперечні борозни або ямки, які утворюються на поверхні емалі зубів, коли нормальний процес росту зубів припиняється, залишаючи дефіцит. Гіпоплазія емалі, як правило, виникає через захворювання та/або неправильне харчування. ЛЛінійні борозни зазвичай називають лінійними гіпоплазіями емалі (ЛГЕ); ЛГЕ можуть мати розміри від мікроскопічних до видимих неозброєним оком. Вивчаючи відстань між борозенками перикімату (горизонтальними лініями росту), можна оцінити тривалість дії стресового фактора хоча Мейс стверджував, що ширина гіпоплазії має лише непрямий зв'язок із тривалістю стресора.
Дослідження гіпоплазії зубної емалі використовуються для вивчення стану здоров'я дітей. На відміну від кісток, зуби не перебудовуються, тому неушкоджена емаль може бути більш надійним індикатором минулих подій у стані здоров'я. Гіпоплазії зубів є індикатором стану здоров'я в той період дитинства, коли формується емаль коронки зуба. Не всі шари емалі видно на поверхні зуба, тому що шари емалі, які формуються на ранній стадії розвитку коронки, поховані пізнішими шарами. Гіпоплазії на цій частині зуба не видно на поверхні зуба. Через цю поховану емаль, зуби фіксують стресові фактори через кілька місяців після початку події. Частка часу формування коронки, що припадає на цю приховану емаль, варіюється від 50 % у молярів до 15-20 % у фронтальних зубах. Поверхневі гіпоплазії викликають стресові фактори приблизно від одного до семи років або до 13 років, якщо включений третій моляр.

### Індикатори неспецифічного стресу скелета

#### Поротичний гіперостоз/cribra orbitalia
Довгий час вважалося, що залізодефіцитна анемія помітно впливає на плоскі кістки черепа немовлят і дітей раннього віку. Оскільки організм намагається компенсувати низький рівень заліза шляхом збільшення виробництва червоних кров'яних тілець у молодих, ситоподібні ураження розвиваються в склепіннях черепа (так звані порозним гіперостозом) та/або орбітах (називаються cribra orbitalia). Ця кістка губчаста і м'яка.
Однак малоймовірно, що залізодефіцитна анемія є причиною або порового гіперостозу, або cribra orbitalia. Вони, швидше за все, є результатом активності судин у цих областях і навряд чи є патологічними. Розвиток cribra orbitalia та порового гіперостозу також можна віднести до інших причин, окрім дефіциту заліза в їжі, таких як втрата поживних речовин через кишкових паразитів. Однак найімовірнішою причиною є неправильне харчування.
Захворюваність на анемію може бути наслідком нерівності в суспільстві та/або вказувати на різні моделі роботи та діяльності в різних групах суспільства. Дослідження дефіциту заліза серед ранніх монгольських кочівників показало, що хоча загальні показники cribra orbitalia знизилися з 28,7 % (27,8 % від загального жіночого населення, 28,4 % від загального чоловічого населення, 75 % від загального молодого населення) протягом бронзової доби і залізної доби, до 15,5 % в період Хунну (2209—1907 рр. до н. е.). Кількість жінок з cribra orbitalia залишалася приблизно однаковою, тоді як захворюваність серед чоловіків і дітей знизилася (29,4 % від загальної кількості жінок, 5,3 % від загальної кількості чоловіків і 25 % від загальної кількості дітей мали cribra orbitalia). У цьому дослідженні було висунуто гіпотезу, що дорослі можуть мати нижчу частоту cribra orbitalia, ніж неповнолітні, тому що ураження або загоюються з віком, або призводять до смерті. Вища частота cribia orbitalia серед жінок може свідчити про гірший стан здоров'я або більшу виживаність молодих жінок з cribia orbitalia у дорослому віці.

#### Гаррісові лінії
Лінії Гарріса утворюються до дорослішання, коли ріст кісток тимчасово припиняється або сповільнюється через певний стрес (як правило, хвороба або недоїдання). Протягом цього часу мінералізація кісток триває, але зростання не відбувається або відбувається на зниженому рівні. Якщо і коли стресор подолано, ріст кісток відновлюється, що призводить до появи лінії підвищеної мінеральної щільності, видимої на рентгенограмі. За відсутності зняття стресора лінія не утворюється.
Зокрема, дефіцит білка та вітамінів, що призводить до затримки поздовжнього росту кісток, може призвести до утворення ліній Гарріса. Під час процесу ендохондрального росту кістки припинення активності остеобластів призводить до відкладення тонкого шару кістки під кришкою хряща, потенційно утворюючи лінії Гарріса. Подальше відновлення, необхідне для відновлення активності остеобластів, також бере участь у формуванні лінії Гарріса. Коли дозрілі хрящові клітини реактивуються, ріст кісток відновлюється, потовщуючи кістковий шар. Тому повне одужання після періодів хронічної хвороби або недоїдання проявляється у вигляді поперечних ліній на рентгенограмах. Лінії, як правило, товщі при тривалому та сильному недоїданні. Формування лінії Гарріса зазвичай досягає піку у довгих кістках приблизно через 2–3 роки після народження і стає рідкісним у віці після 5 років до повноліття. Лінії Гарріса зустрічаються частіше у хлопчиків, ніж у дівчаток.

### Волосся
Гормон стресу кортизол відкладається у волоссі в міру його росту. Це було успішно використано для виявлення коливань рівня стресу в подальшому житті мумій.

## Показники механічного напруження та активності
Вивчення впливу діяльності на скелет дозволяє археологу з'ясувати, хто і яку працю виконував, і як діяльність була структурована в суспільстві. Праця в домашньому господарстві може поділятися за статтю та віком або базуватися на інших соціальних структурах. Людські останки можуть дозволити археологам розкрити ці закономірності.
Живі кістки підпорядковуються закону Вольфа, який стверджує, що кістки фізично впливають і перебудовуються під час фізичної активності або бездіяльності. Підвищення механічного навантаження призводить до того, що кістки стають товстішими та міцнішими. Порушення гомеостазу, викликані дефіцитом харчування або хворобою або глибокою бездіяльністю/невикористанням/інвалідністю, можуть призвести до втрати кісткової маси. У той час як набуття двоногої локомоції та маса тіла, очевидно, визначають розмір і форму кісток дітей, активність у період росту підлітків, здається, має більший вплив на розмір і форму кісток дорослих, ніж діяльність фізичні вправи пізніше в житті.
Вважається, що місця прикріплення м'язів (ентези) зазнають такого ж впливу, викликаючи зміни ентезу. Ці зміни широко використовувалися для вивчення моделей діяльності, але дослідження показали, що процеси, пов'язані зі старінням, мають більший вплив, ніж професійний стрес. Було також показано, що геометричні зміни структури кістки (описані вище) та зміни ентеза відрізняються своєю основною причиною, причому на останні мало впливає професія. Зміни суглобів, у тому числі остеоартрит, використовувалися для визначення професії, але загалом це також прояви процесу старіння.
Маркери професійного стресу, які включають морфологічні зміни скелета та зубного ряду, а також зміни суглобів у певних місцях, широко використовувалися для визначення специфічної (а не загальної) діяльності. Такі маркери часто базуються на окремих випадках, описаних у клінічній літературі кінця ХІХ століття. Встановлено, що один із таких маркерів є надійним індикатором способу життя: зовнішній слуховий екзостоз, також званий вухом серфера, який є невеликим кістковим виступом у слуховому проході, який виникає у тих, хто працює поблизу холодної води.
Одним із прикладів того, як ці зміни були використані для вивчення діяльності, є Нью-Йоркське африканське поховання в Нью-Йорку. Це свідчить про жорстокі умови праці, в яких працювали поневолені; остеоартроз хребців був поширений навіть серед молоді. Характер остеоартрозу в поєднанні з раннім віком його виникнення свідчить про важку працю, яка призводила до механічного навантаження на шию. На одному чоловічому скелеті виявлено стрес-пошкодження на 37 % з 33 м'язів і зв'язок, що свідчить про значне навантаження на опорно-руховий апарат. Загалом, поховані демонструють ознаки значного навантаження на опорно-руховий апарат і важкої роботи, хоча навантаження і діяльність варіювалися в залежності від особи. Деякі з них демонструють високий рівень стресу, тоді як інші — ні. Це свідчить про різноманітність видів праці (наприклад, хатня робота проти перенесення важких вантажів).

### Травма і навантаження
Переломи кісток під час або після розкопок виглядають відносно свіжими, а зламані поверхні виглядають білими та невивітреними. Відрізнити переломи в момент настання смерті від переломів кісток після осадження важко, оскільки обидва типи переломів мають ознаки вивітрювання. Якщо немає доказів загоєння кісток або інших факторів, дослідники можуть вважати всі переломи, що вивітрюються, постдепозиційними.
Докази навколосмертних переломів (або переломів, отриманих на свіжому трупі) можна виділити в незагоєних ушкодженнях кісток металевим лезом. Живі або щойно мертві кістки є певною мірою еластичними, тому ушкодження кістки металевим лезом утворюють лінійний розріз із відносно чистими краями, а не нерівні осколки. Археологи спробували використати мікроскопічні паралельні подряпини на розрізаних кістках, щоб оцінити траєкторію леза, яке спричинило поранення.

## Дієта і здоров'я зубів
Зубний карієс спричинений локалізованим руйнуванням зубної емалі в результаті дії кислот, що виробляються бактеріями, що живляться та ферментують вуглеводи в роті. Сільське господарство тісно пов'язане з вищим рівнем карієсу, ніж пошук їжі, через пов'язані з цим більші рівні вуглеводів, що виробляються сільським господарством. Наприклад, біоархеологи використовували карієс у скелетах, щоб співвіднести рисову дієту з хворобою. Жінки можуть бути більш вразливими до карієсу порівняно з чоловіками через менший відтік слини, позитивну кореляцію естрогену з підвищеною частотою карієсу, а також через пов'язані з вагітністю фізіологічні зміни, такі як пригнічення імунної системи та можливе супутнє зниження антимікробної активності в ротовій порожнині.

## Аналіз стабільних ізотопів
Біогеохімія стабільних ізотопів використовує варіації ізотопних сигнатур і пов'язує їх з біогеохімічними процесами. Наука базується на переважному фракціонуванні легших або важчих ізотопів, що призводить до збагачення або збіднення ізотопних сигнатур порівняно зі стандартним значенням. Основні елементи, необхідні для життя, такі як вуглець, азот, кисень і сірка, є основними стабільними ізотопними системами, що використовуються для дослідження археологічних знахідок. Ізотопні сигнатури з декількох систем зазвичай використовуються в тандемі для створення всебічного розуміння аналізованого матеріалу. Ці системи найчастіше використовуються для відстеження географічного походження археологічних решток і дослідження раціону харчування, мобільності та культурних практик стародавніх людей.

### Додатки

#### Карбон
Аналіз стабільних ізотопів вуглецю в колагені кісток людини дозволяє біоархеологам проводити реконструкцію дієти та робити висновки про харчування. Ці хімічні сигнатури відображають довгострокові схеми харчування, а не разовий прийом їжі чи застілля. Співвідношення ізотопів у харчових продуктах, особливо рослинних, прямо та передбачувано відображаються на хімії кісток, що дозволяє дослідникам частково реконструювати нещодавню дієту, використовуючи стабільні ізотопи як індикатори. Аналіз стабільних ізотопів контролює співвідношення вуглецю-13 до вуглецю-12 (13C/12C), яке виражається як частки на тисячу з використанням дельта-нотації (δ13C). Співвідношення 13C і 12C є або збідненим (більш негативним), або збагаченим (більш позитивним) відносно стандарту. 12C і 13C зустрічаються у співвідношенні приблизно 98,9 до 1,1.

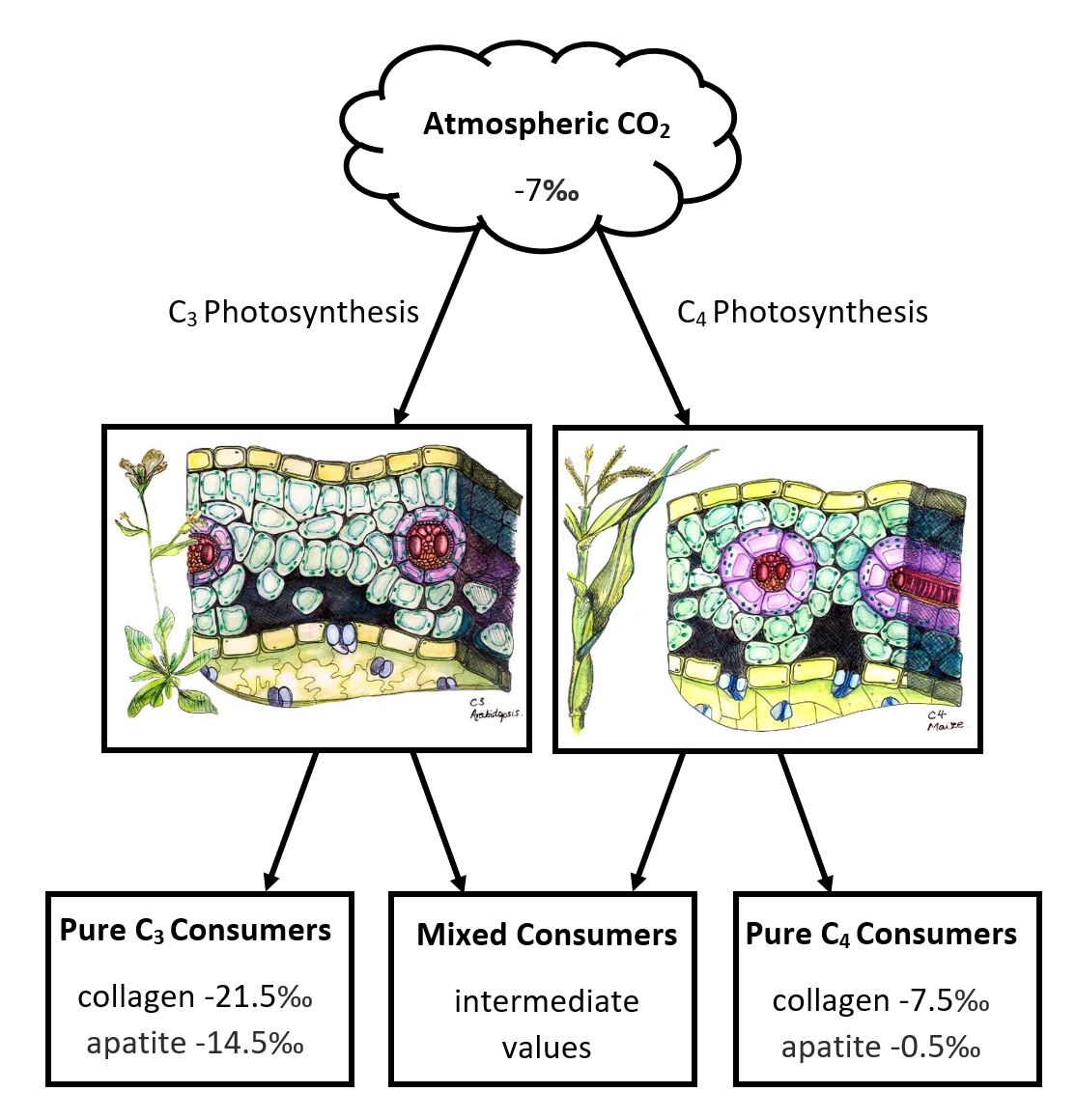
Склад вуглекислого газу в атмосфері впливає на ізотопні значення C3 і C4 рослин, що потім впливає на δ^{13}C споживчого колагену та апатиту на основі їх раціону. Значення на цій діаграмі є середніми для композицій δ^{13}C для відповідних категорій на основі рис. 11.1 у Сталлер та ін. (2010).

Співвідношення ізотопів вуглецю в організмі людини змінюється залежно від видів рослин, які перетравлюються різними шляхами фотосинтезу. Трьома шляхами фотосинтезу є фіксація вуглецю C3, фіксація вуглецю C4 і метаболізм кислоти толстянки. Рослини C4 — це переважно трави з тропічних і субтропічних регіонів, які пристосовані до більш високих рівнів радіації, ніж рослини C3. Кукурудза, просо і цукрова тростина є одними з добре відомих культур C4, тоді як дерева та кущі використовують шлях C3. Фіксація вуглецю C4 ефективніша за високих температур і низьких концентрацій CO2 в атмосфері. Рослини C3 більш поширені та численні, ніж рослини C4, оскільки фіксація вуглецю C3 ефективніша в ширшому діапазоні температур і концентрацій CO2 в атмосфері.
Різні шляхи фотосинтезу, які використовують рослини C3 і C4, змушують їх по-різному розрізняти 13C, що призводить до чітко різних діапазонів δ13C. Рослини C4 коливаються від -9 до -16 ‰, а рослини C3 коливаються від -22 до -34 ‰. Ізотопний підпис споживчого колагену близький до δ13C дієтичних рослин, тоді як апатит, мінеральний компонент кісток і зубів, має ~14 ‰ зміщення порівняно з дієтичними рослинами через фракціонування, пов'язане з утворенням мінералів. Стабільні ізотопи вуглецю використовувалися як індикатори C4 рослин у палеодиєтах. Наприклад, швидке та різке збільшення 13C у колагені людини після впровадження кукурудзи в сільському господарстві в Північній Америці документально підтверджує перехід від дієти C3 до C4 (місцеві рослини до кукурудзи) до 1300 року нашої ери.
Скелети, викопані з могильника на Коберн-стріт (1750—1827 рр. н. е.) у Кейптауні, Південна Африка, були проаналізовані за допомогою даних стабільних ізотопів, щоб визначити їхню географічну історію та історію життя. Людей, похованих на цьому кладовищі, вважали рабами та представниками нижчого класу через неформальний характер кладовища; біомеханічний аналіз стресу і аналіз стабільних ізотопів у поєднанні з іншими археологічними даними підтверджують це припущення.
Базуючись на стабільних рівнях ізотопів, одне дослідження показало, що вісім осіб на могильнику Коберн-стріт у дитинстві вживали дієту, засновану на рослинах С4 (тропічних), а потім споживали більше рослин С3, які були більш поширеними там пізніше в їхньому житті. У шістьох із цих осіб були зроблені зміни зубів, подібні до тих, які проводили народи, що населяють тропічні райони, які, як відомо, стали мішенню работорговців, які привозили в колонію поневолених людей з інших частин Африки. На підставі цих доказів було стверджено, що ці люди представляють поневолених людей із районів Африки, де споживали рослини С4, і яких привезли на мис як робітників. Ці особи не були віднесені до певної етнічної приналежності, але подібні зубні зміни проводяться народами макуа, яо та марав. Чотири особи були поховані без поховання, відповідно до мусульманської традиції, обличчям до Сігнал-Гілл, яка є важливою точкою для місцевих мусульман. Їхні ізотопні ознаки вказують на те, що вони виросли в помірному середовищі, споживаючи переважно рослини C3, але деякі C4. Це також припустило, що ці люди були мусульманами. Він стверджував, що стабільний ізотопний аналіз поховань у поєднанні з історичними та археологічними даними є ефективним способом дослідження міграцій, спричинених африканською работоргівлею, а також появи нижчого класу та робітничого класу в Старому Світі.

#### Азот
Система стабільних ізотопів азоту базується на відносному збагаченні/збідненні 15N у порівнянні з 14N у δ15N. Аналіз стабільних ізотопів вуглецю та азоту є додатковим у дослідженнях палеодиєти. Ізотопи азоту в кістковому колагені в кінцевому підсумку отримують з харчових білків, тоді як вуглець може надходити з білків, вуглеводів або жирів. Значення δ13C допомагають розрізняти харчові білки та рослинні джерела, тоді як систематичне збільшення значень δ15N у міру просування вгору на трофічному рівні допомагає визначити положення джерел білка в харчовій мережі. 15N збільшується на 3-4 % з кожним трофічним кроком угору. Було припущено, що відносна різниця між значеннями δ15N для людини та значеннями тваринного білка залежить від частки тваринного білка в раціоні, хоча це тлумачення було піддано сумніву через суперечливі погляди на вплив споживання азоту через споживання білка та втрата азоту через виділення відходів при збагаченні 15N в організмі.
Варіації значень азоту в межах одного трофічного рівня також розглядаються. Варіації азоту в рослинах, наприклад, можуть бути викликані специфічною залежністю рослини від газоподібного азоту, який змушує рослину відображати атмосферні значення. Збагачені або вищі значення δ15N можуть бути досягнуті в рослинах, які росли в ґрунті, удобреному тваринними відходами. Ізотопи азоту були використані для оцінки відносного внеску бобових у порівнянні з небобовими, а також наземних і морських ресурсів. У той час як інші рослини мають значення δ15N, які коливаються від 2 до 6 ‰, бобові мають нижчі співвідношення 14N/15N (близькі до 0 ‰, тобто атмосферний N2), тому що вони можуть фіксувати молекулярний азот, а не повинні покладаються на ґрунтові нітрати та нітрити. Таким чином, одним із потенційних пояснень нижчих значень δ15N в людських останках є збільшення споживання бобових або тварин, які їх їдять. Значення 15N зростають із споживанням м'яса та зменшуються із споживанням бобових. Співвідношення 14N/15N можна використовувати для оцінки внеску м'яса та бобових у раціон.

#### Кисень
Система стабільних ізотопів кисню базується на співвідношенні 18O/16O (δ<sup id="mwAmU">18</sup>O) у даному матеріалі, який збагачений/збіднений відносно стандарту. Поле зазвичай нормалізується як до Віденського стандарту середньої води в океані (Vienna Standard Mean Ocean Water — VSMOW), так і до стандартних легких антарктичних опадів (Standard Light Antarctic Precipitation — SLAP). Ця система відома своїм використанням у палеокліматичних дослідженнях, але також є визначним джерелом інформації в біоархеології.
Варіації значень δ18O в скелетних останках безпосередньо пов'язані з ізотопним складом води в організмі споживача. Ізотопний склад води тіла ссавців в основному контролюється споживаною водою. Значення δ18O джерел питної прісної води змінюються через масові фракції, пов'язані з механізмами глобального кругообігу води. Випарована водяна пара більш збагачена 16O (ізотопно легша; більш негативне значення дельта) порівняно з рештою води, яка збіднена 16O (ізотопно важча; більш позитивне значення дельта). Прийнятим наближенням першого порядку для ізотопного складу питної води для тварин є місцеві опади, хоча це різною мірою ускладнюється змішуванням джерел води, таких як природні джерела чи озера. Базова лінія δ18O, яка використовується в археологічних дослідженнях, змінюється залежно від відповідного навколишнього середовища та історичного контексту.
Вважається, що значення δ18O для біоапатиту в скелетних останках людини формуються в рівновазі з водою тіла, таким чином забезпечуючи видоспецифічний зв'язок із ізотопним складом кисню води тіла. Те саме не можна сказати про людський кістковий колаген, оскільки на значення δ18O в колагені, схоже, впливає питна вода, харчова вода та комбінація метаболічних і фізіологічних процесів. Значення δ18O з кісткових мінералів є по суті усередненими ізотопними ознаками протягом усього життя людини.
У той час як вуглець і азот використовуються в основному для дослідження раціону стародавніх людей, ізотопи кисню дають змогу зрозуміти воду в організмі на різних етапах життя. Значення δ18O використовуються для розуміння споживання алкоголю, тваринництва і відстеження мобільності. За допомогою ізотопів кисню досліджено 97 поховань із стародавньої цитаделі майя Тікаль. Результати дослідження зубної емалі виявили статистично різних людей, інтерпретованих як вихідці з низовини Майя, Гватемали та, можливо, Мексики. Історичний контекст у поєднанні з ізотопними даними з поховань використовувався, щоб стверджувати, що мігранти належали до нижчих і вищих соціальних класів у Тікалі. Жінки-мігрантки, які прибули в Тікаль під час раннього класичного періоду, могли бути нареченими еліти майя.

#### Сірка
Система стабільних ізотопів сірки заснована на малих, залежних від маси фракціях ізотопів сірки. Ці фракції наведені відносно Каньйон Діабло Троїліт (Canyon Diablo Troilite — V-CDT), узгодженого стандарту. Співвідношення найпоширенішого ізотопу сірки, 32S, порівняно з більш рідкісними ізотопами, такими як 33S, 34S і 36S, використовується для характеристики біологічних сигнатур і геологічних резервуарів. Фракціонування 34S (δ<sup id="mwAsU">34</sup>S) є особливо корисним, оскільки це найпоширеніший із рідкісних ізотопів. Ця система рідше використовується сама по собі і зазвичай доповнює дослідження вуглецю та азоту. У біоархеології систему сірки використовували для дослідження палеодиєти та просторової поведінки за допомогою аналізу колагену волосся та кісток. Дієтичні білки, що містяться в живих організмах, як правило, визначають значення стабільних ізотопів їхніх органічних тканин. Метіонін і цистеїн є канонічними сірковмісними амінокислотами. Вважається, що значення δ34S для метіоніну краще відображають ізотопний склад харчової сірки, оскільки на значення цистеїну впливає дієта та внутрішній цикл. У той час як інші системи стабільних ізотопів мають значні трофічні зсуви, сірка показує лише невеликий зсув (~0,5 ‰).
Шаблон:Cultural Conservation-RestorationСпоживачі видають ізотопні сигнатури, які відображають резервуар(и) сірки в харчовому джерелі білка. Тваринні білки, отримані з морських екосистем, зазвичай мають значення δ34S від +16 до +17 ‰, наземні рослини коливаються від -7 ‰ до +8 ‰, тоді як білки з прісноводних і наземних екосистем є дуже мінлива. Вміст сульфатів у сучасному океані добре змішаний із δ34S приблизно +21 ‰, у той час як річкова вода знаходиться під сильним впливом сірковмісних мінералів у навколишніх гірських породах, а наземні рослини — під впливом вмісту сірки в місцевих ґрунтах. Екосистеми естуарію стали більш складними через надходження морської води та річок. Екстремальний діапазон значень δ34S для прісноводних екосистем часто створює перешкоди наземним сигналам, що ускладнює використання системи сірки як єдиного інструменту в дослідженнях палеодиєти.
Різні дослідження аналізували ізотопне співвідношення сірки в муміфікованому волоссі. Волосся є хорошим кандидатом для дослідження вмісту сірки, оскільки воно зазвичай містить принаймні 5 % елементарної сірки. Одне дослідження включило співвідношення ізотопів сірки в своє палеодиєтичне дослідження чотирьох муміфікованих дітей, жертв практики жертвоприношень інків. Значення δ34S допомогли їм зробити висновок, що діти не їли морський білок до смерті. Історична інформація в поєднанні з послідовними сірчаними підписами для трьох дітей свідчить про те, що вони жили в тому самому місці за 6 місяців до жертвопринесення. Дослідження вимірювали значення δ34S кісткового колагену, хоча інтерпретація цих значень не була надійною, доки в 2009 році не були опубліковані критерії якості. Незважаючи на те, що кістковий колаген у великій кількості міститься в скелетних залишках, менше 1 % тканини складається з сірки, що робить обов'язковим, щоб ці дослідження ретельно оцінювали значення значень кісткового колагену δ34S.

## ДНК
Аналіз ДНК минулих популяцій використовується для генетичного визначення статі, визначення генетичної спорідненості, розуміння моделей шлюбу та дослідження доісторичної міграції.
У 2012 році археологи знайшли скелети дорослого чоловіка. Його поховали під автостоянкою в Англії. Докази ДНК дозволили археологам підтвердити, що останки належали Річарду III, колишньому королю Англії, який загинув у битві при Босворті.
У 2021 році канадські дослідники проаналізували скелетні останки, знайдені на острові Короля Вільяма, і ідентифікували їх як прапорщика Джона Грегорі, інженера, який служив на борту HMS Erebus у злощасній експедиції Франкліна 1845 року. Він був першим учасником експедиції, ідентифікований за допомогою аналізу ДНК.

## Біокультурна біоархеологія
Вивчення людських останків може висвітлити зв'язок між фізичними тілами та соціокультурними умовами та практиками за допомогою моделі біокультурної біоархеології. Біоархеологія зазвичай розглядається як позитивістська науково-обґрунтована дисципліна, тоді як соціальні науки розглядаються як конструктивістська. Біоархеологію критикували за те, що вона майже не займається культурою чи історією. Один вчений стверджував, що наукова/криміналістична наука ігнорує культурні/історичні фактори. Він запропонував, щоб біокультурна версія біоархеології запропонувала більш значущу, нюансовану та релевантну картину, особливо для похідних популяцій.
Біокультурна біоархеологія поєднує стандартні криміналістичні методи з дослідженнями демографії та епідеміології, щоб оцінити соціально-економічні умови, в яких переживають людські спільноти. Наприклад, включення аналізу могил може покращити розуміння повсякденної діяльності.
Деякі біоархеологи розглядають цю дисципліну як важливий зв'язок між наукою та гуманітарними науками; оскільки людське тіло створюється і переробляється як біологічними, так і культурними факторами.
Інший тип біоархеології зосереджується на якості життя, способі життя, поведінці, біологічній спорідненості та історії населення. Він не пов'язує тісно скелетні залишки з їхнім археологічним контекстом, і його найкраще можна розглядати як «біологію скелета минулого».
Нерівність існує в усіх людських суспільствах. Біоархеологія допомогла розвіяти думку про те, що життя фуражирів минулого було «огидним, жорстоким і коротким»; біоархеологічні дослідження показали, що фуражири минулого часто були здоровими, тоді як у сільськогосподарських суспільствах, як правило, зростала кількість випадків недоїдання та хвороб. В одному дослідженні порівняли фуражирів з Окхерста з аграріями з К2 і Мапунгубве та повідомили, що аграрії з К2 і Мапунгубве не отримували очікуваного нижчого рівня харчування.
Денфорт стверджує, що більш «складні» суспільства на державному рівні демонструють більші відмінності в стані здоров'я між елітами та рештою суспільства, причому еліти мають перевагу, і що ця невідповідність зростає, оскільки суспільства стають більш нерівними. Деякі статусні відмінності в суспільстві не обов'язково означають кардинально різні рівні харчування. Пауелл не знайшов доказів великої різниці в харчуванні між елітами та простолюдинами, але знайшов нижчий рівень анемії серед еліт у Маундвіллі.
Сферою зростаючого інтересу до розуміння нерівності є дослідження насильства. Дослідники, аналізуючи травматичні ушкодження на людських останках, показали, що соціальний статус і стать можуть мати значний вплив на схильність до насильства. Численні дослідники вивчають насильство в людських останках, вивчаючи насильницьку поведінку, включаючи насильство з боку інтимного партнера, жорстоке поводження з дітьми, інституційне насильство, тортури, війни, людські жертвоприношення, та структурне насильство.

## Етика
Етичні проблеми біоархеології пов'язані з ставленням до померлих і повагою до них. Великі колекції скелетів були вперше зібрані в США в ХІХ столітті, в основному останки корінних американців. Сім'я, що залишилася в живих, не надала дозволу на вивчення та показ. Федеральні закони, такі як NAGPRA (Native American Graves Protection and Repatriation Act — Закон про захист могил корінних американців і репатріацію) 1990-х років, дозволили корінним американцям відновити контроль над останками своїх предків і пов'язаними з ними артефактами.
Багато археологів не усвідомлювали, що багато людей сприймають археологів як непродуктивних та/або грабіжників могил. Занепокоєння щодо поганого поводження з останками не є безпідставним: під час розкопок у Міннесоті 1971 року до останків білих та індіанців ставилися по-різному. Білих перепоховали, а корінних американців перемістили до музею природної історії. Афроамериканська біоархеологія виросла після NAGPRA та її впливу на припинення вивчення останків корінних американців.
Біоархеологія в Європі не була настільки порушена проблемами репатріації. Однак, оскільки значна частина європейської археології була зосереджена на класичних коренях, артефакти та мистецтво були наголошені, а римськими та постримськими скелетними залишками майже повністю нехтували до 1980-х років. У доісторичній європейській археології біологічні залишки почали аналізувати раніше, ніж у класичній археології.

## Подальше читання
- J. Buikstra, 1977. "Biocultural dimensions of archaeological study: a regional perspective". In:Biocultural adaptation in prehistoric America, pp. 67–84. University of Georgia Press.
- J. Buikstra and L. Beck, eds., 2006. "Bioarchaeology: the Contextual Study of Human Remains." Elsevier.
- M. Katzenberg and S. Saunders, eds., 2000. Biological anthropology of the human skeleton. Wiley.
- K. Killgrove, 2014. Bioarchaeology [Архівовано 2019-06-26 у Wayback Machine.]. In: Oxford Annotated Bibliographies Online. Oxford.
- C.S. Larsen, 1997. Bioarchaeology: interpreting behavior from the human skeleton. Cambridge University Press.
- Law, Matt (2019). Beyond Extractive Practice: Bioarchaeology, Geoarchaeology and Human Palaeoecology for the People. Internet Archaeology (53). doi:10.11141/ia.53.6.
- S. Mays, 1998. The archaeology of human bones. Routledge.
- Samuel J. Redman, 2016. Bone Rooms: From Scientific Racism to Human Prehistory in Museums. Harvard University Press.
- M. Parker Pearson, 2001. The archaeology of death and burial. Texas A&M University Press.
- D. Ubelaker, 1989. Human skeletal remains: excavation, analysis, interpretation. Taraxacum.
- T. White, 1991. Human osteology. Academic Press.